# Помазан, Николай Степанович
Николай Степанович Помазан (1923 — 20.11.2001, Запорожье) — директор племенного завода имени Кирова Токмакского района Запорожской области, Герой Социалистического Труда (22.03.1966).
Родился 27.05.1923: Украинская ССР, Киевская обл., Фастовский р-н, с. Кожанка.
В 1940—1946 служил в РККА. Участник войны с июня 1941 года, был тяжело ранен. После излечения окончил войсковое училище (1944). Награждён медалями «За отвагу» (1945), «За оборону Киева», «За победу над Германией», орденом Отечественной войны II степени (1945), орденом Отечественной войны I степени (1985).
Окончил Киевский СХИ (годы учёбы 1946-1951), агрономический факультет.
1951—1965 — зав. отделом сельской молодёжи Киевского обкома КПУ, старший агроном Министерства совхозов УССР, старший агроном племсовхоза «Комсомолець Полісся» Чернобыльского района, директор племенного завода имени Кирова Токмакского района Запорожской области.
С 1965 директор Запорожского специализированного треста мясо-молочных совхозов, с 1976 председатель Запорожского областного объединения «Сельхозтехника».
1983—1999 начальник объединения «Запоріжсільгоспздравниця».
Герой Социалистического Труда (22.03.1966). Награждён орденами «Знак Почёта» и Трудового Красного Знамени.
Заслуженный работник сельского хозяйства Украинской ССР (1973).